# Jeppe Kofod
Jeppe Sebastian Kofod, danski politik; * 14. marec 1974, Kopenhagen, Danska.
Je danski politik in član Socialdemokratske stranke. Od 27. junija 2019 do 15. decembra 2022 je bil na položaju danskega ministra za zunanje zadeve. Do leta 2019 je bil poslanec v Evropskem parlamentu in nekaj časa tudi vodja skupine socialdemokratov v Evropskem parlamentu. Med letoma 1998 in 2014 je bil poslanec danskega parlamenta in vodilni kandidat socialdemokratske stranke na volitvah v Evropski parlament leta 2014 na Danskem.

## Izobraževanje
Med letoma 2006 in 2007 je Kofod zaključil magisterij iz javne uprave na harvardski University of John F. Kennedy School of Government. 

## Politična kariera

### Danski poslanec
Jeppe Kofod je bil poslanec v danskem parlamentu, Folketingu, kamor je bil prvič izvoljen po danskih splošnih volitvah leta 1998, in sicer v volilni enoti Bornholm. V tem času je bil predsednik odbora za zunanje zadeve.
Leta 2008 je Kofod odstopil kot zunanjepolitični predstavnik Socialnih demokratov, potem ko so ugotovili, da je imel spolne odnose s 15-letno članico mladinskega krila politične stranke. Kofod je bil takrat star 34 let. Starost privolitve na Danskem je 15 let. Takrat je komentiral, da je pokazal "pomanjkanje presoje" v "moralno neprimernem odnosu". Incident se je zgodil na zabavi po družabnem dogodku Socialdemokratske mladine na Danskem, 21. marca 2008 na Univerzi v Južni Danski.

### Evropski poslanec
Kofod je bil vodja delegacije danskih socialistov in demokratov ter podpredsednik Naprednega zavezništva socialistov in demokratov v Evropskem parlamentu. Na volitvah v Evropski parlament leta 2014 je bil izvoljen s skupno 170.739 glasovi. Leta 2019 je bil izvoljen ponovno.
Kofod je bil v Evropskem parlamentu v naslednjih odborih in delegacijah : 
- Podpredsednik delegacije Evropskega parlamenta za odnose z ZDA [9]
- Poročevalec, Posebni odbor Evropskega parlamenta za davčna stališča in druge ukrepe, podobne naravi ali učinku (TAXE 2) [10]
- Član Odbora Evropskega parlamenta za industrijo, raziskave in energetiko
- Namestnik, Odbor Evropskega parlamenta za ekonomske in monetarne zadeve
- Namestnik, Delegacija Evropskega parlamenta za odnose s parlamentarno skupščino Nata

Poleg nalog v odboru je bil Kofod član naslednjih medskupin v Evropskem parlamentu:
- Evropski forum za obnovljive vire energije (EUFORES)[11]
- Medskupina za dobro počutje in ohranjanje živali[12]
- Medskupina za pravice LGBTI[13]

Kofod je bil tudi zagovornik parlamentarne srčne skupine (MEP Heart Group), skupine poslancev, ki imajo interes spodbujati ukrepe, ki pomagajo zmanjšati breme za bolezni srca in ožilja (KVB). Sedel je tudi v Izvršnem odboru Združenja evropskih parlamentarcev z Afriko (AWEPA).
Po volitvah leta 2019 je bil Kofod del večstranske delovne skupine, zadolžene za pripravo štiriletnega delovnega programa Evropskega parlamenta za zunanjo politiko.

### Zunanji minister
Kofod je bil 27. junija 2019 imenovan za ministra za zunanje zadeve v vladi Mette Frederiksen.
Na začetku njegovega mandata sta se Kofod in Frederiksen soočila z diplomatskim incidentom, ko je ameriški predsednik Donald Trump potrdil svoje zanimanje za nakup Grenlandije od Danske; Kofod je takrat dejal, da otoka ni mogoče kupiti niti "v dolarjih, juanih ali rubljih". Kasneje je odobril ustanovitev ameriškega konzulata v glavnem mestu Grenlandije Nuuk, kar je veljalo za del širšega prizadevanja ZDA, da bi razširile svojo diplomatsko in poslovno prisotnost na Grenlandiji in Arktiki. Leta 2020 je pozdravil sveženj gospodarske pomoči 12,1 milijona dolarjev ameriške vlade za Grenlandijo.